# On・On・On
『On・On・On』（オンアンドオンアンドオン）は、1995年1月25日から2002年6月26日まで東海テレビで放送された音楽バラエティ番組。全373回。

## 概要
当時のJ-POP界の若手ミュージシャンたちが出演していた深夜番組で、ブレイク前のシャ乱Q、ウルフルズ、ゴスペラーズ、及川光博、馬場俊英らもレギュラーコーナーを持って出演していた。特に及川の担当コーナー「愛と芸術の日々」は、及川自身の作品としてDVD化されている。
番組は主に、ミュージシャンそれぞれの個性を生かしたバラエティコーナーと、彼らが出演するライブイベントやプロモーションビデオを紹介する「CHECK THE ARTIST」のコーナー、音楽CDの実売数と視聴者からのリクエストを基にした番組独自のランキングを発表する「HIT CHART」のコーナー、番組主催のライブイベントの模様や東海テレビまつりの模様を放送する「Coming Generation」のコーナーによって構成されていた。バラエティコーナーは、放送末期では斎藤ノブが担当する「Nobu's Bar」のコーナーと、岡本真来が担当する「わらしべ大作戦!」のコーナーを主軸にしていた。
なお、この番組のタイトルは番組表上では「On・On・On」と表記されていたが、実際のタイトルロゴは「On3 ON・ON・ON」と表記されていた。また、タイトルは正式には「オンアンドオンアンドオン」と読むが、番組内ナレーションでは「オンネノンネノン」とネイティブ風に発音されていた。このタイトルは、横山輝一の楽曲「On and On and On」（アルバム『X-TENSION-544244-』に収録）に由来する。ちなみに横山はこの番組の出演者でもあり、かつて月曜深夜に東海テレビで放送されていた『BEAT JACK』（『ファンキー・マンデー・ベイビー』第1部）でもMCを務めていた。

## 放送時間
いずれもJST。
- 水曜 24:25 - 24:55 （1995年1月 - 1995年5月）
- 水曜 24:25 - 25:05 （1995年5月 - 1998年9月） - 放送枠が10分拡大。
- 水曜 24:35 - 25:15 （1998年10月 - 2000年3月）
- 水曜 24:45 - 25:25 （2000年4月 - 2002年6月）

## 主な出演者
ここでは、番組内で一定期間レギュラーコーナーを持っていた主なミュージシャンやバンドを記載している。鍵括弧内は、その人物が担当していたコーナー。
- シャ乱Q（当初はつんく♂のみ出演） - 「奥さん熱いのいったろか?」
- ウルフルズ - 「師匠と弟子」
- ゴスペラーズ - 「誕生日Song For You」ほか
- 及川光博 - 「愛と芸術の日々」
- 東哲一郎（GOLD WAX）
- スーパー!?テンションズ
- カンガルーポケッツ
- スキップカウズ
- honey honey
- THE ZIP GUNS
- SHAZNA
- 横山輝一
- 法城慎一郎
- AK LIVE
- Something ELse
- S.D.B.B.
- hàl - 「めざせファーストレディー hàlが行く!」
- The LOVE
- 米倉利紀
- 馬場俊英
- THE COLTS
- Laputa
- GRAPEVINE
- ザ・コブラツイスターズ
- SR Smoothy
- CHEE'S
- セブンハウス
- CASCADE
- 牧謙次郎
- T'erra - 「真来の告っテラっしゃい!」
- コタニキンヤ
- e.mu
- MINAMI - 「MINAMIのお見愛」
- CLOUD
- COLOR
- 斎藤ノブ - 「Nobu's Bar」
- 岡本真来 - 「真来ing Time」「わらしべ大作戦!」ほか
- 小久保淳平